# Hypostomus unicolor
Hypostomus unicolor  es una especie de pez de la familia  de los loricáridos, del orden de los siluriformes.

## Morfología
El macho puede alcanzar hasta 13,9 cm de longitud total.

## Distribución geográfica
Originario de Sudamérica: curso superior del río Amazonas.